# Фарзалиев, Чингиз Абдул Меджид оглы
Чингиз Фарзалиев (азерб. Çingiz Əbdül Məcid oğlu Fərzəliyev; род. 20 ноября 1943, Баку) — азербайджанский художник. Профессор. Заслуженный деятель искусств Азербайджана (2006).

## Биография
Родился 20 ноября 1943 года в Баку. В детстве занимался в изостудии Бакинского дворца пионеров. Получил две первые премии на Всесоюзном и Международном конкурсах детского художественного творчества.
Обучался в Бакинском художественном училище. В 1973 году окончил МГАХИ имени В. И. Сурикова, факультет живописи, мастерская В. Г. Цыплакова.
В 1975 году стал членом Союза художников СССР.
С 1966 года является участником республиканских, всесоюзных и международных выставок. Его картина «Несмолкающая песня» получила премию Всесоюзного конкурса «Корчагинцы 70-х».
С 2004 года работает заведующим кафедрой живописи в Азербайджанской государственной академии художеств.
С 2008 года — профессор Азербайджанской государственной академии художеств.
Являлся директором Азербайджанского национального музея искусств (13 мая 2010 — 2023).
Председатель государственной экспертной комиссии по изобразительному искусству (с 2010).
В 2006 году присвоено почётное звание Заслуженный деятель искусств Азербайджана.

## Издательская деятельность
- «Все о натюрморте» (Баку, 2004)
- «Все о портрете» (Баку, 2005)
- «Все о пейзаже» (Баку, 2006)
- «Антология азербайджанской живописи» (Баку, 2007)
- «Государственный музей искусств Азербайджана» (Баку, 2010)
- «Азербайджанское народное искусство» (Баку, 2013)
- Серия из 36 книг под названием «Sərvət» («Достояние»), посвященных 45 известным представителям изобразительного искусства XX столетия Азербайджана (Баку, 2014)
- «Варга и Гюльша» книга посвященная миниатюрам рукописи XIII века (Баку, 2021)

## Куратор выставок
- «На рубеже веков», 2010
- «In Between» — Выставка современного искусства Австрии, 2011[4][5]
- «Дух будо — история боевого искусства Японии», 2012[6][7][8]
- «Азербайджанское искусство в тысячелетиях», 2013[9][10]
- «Русский авангард — феномен искусства XX века», 2015[11]
- «Французское искусство из коллекции Азербайджанского Национального Музея Искусств», 2017[12][13][14][15]
- «Японское искусство из коллекции Азербайджанского Национального Музея Искусств», 2018[16][17][18][19]
- «Германское искусство из коллекции Азербайджанского Национального Музея Искусств», 2019[20][21][21]
- «По ступеням времени», 2019;[22][23]

## Почетные звания
- Заслуженный деятель искусств Азербайджана (2006)
- Почетный член Российской академии художеств (2009)
- Почетный профессор Академии художеств Узбекистана (2012)
- Почетный профессор Международного биографического центра, Кембриджский университет, Великобритания (2015)[24]
- Почетный доктор Тбилисской государственной академии художеств (2015)
- Почетный профессор Московского государственного художественного академического института имени В. И. Сурикова (2017)[25][26]
- Действительный член Международной академии наук исследований тюркского мира (2019)
- Почетный деятель науки и культуры Европы (за вклад в мировую науку и культуру) Европейская академия естественных наук, Ганновер, Германия, (2021)

## Награды
- 2-я премия на Всесоюзной выставке «Молодость страны» Серебряная  медаль (1976, СССР)
- 1-я  премия Всесоюзного конкурса «Корчагинцы 70-х» (1977, СССР)
- Диплом Международной Ассоциации Союза Архитекторов стран СНГ (1998)
- Заслуженный деятель искусств Азербайджана (29 декабря 2006 года) — за заслуги в развитии азербайджанского изобразительного искусства[27]
- Премия «Выдающаяся личность в искусстве» Международного биографического центра, Кембриджский университет  (Великобритания, 2014)[28][29]
- Серебряный почётный знак «За заслуги перед Австрийской Республикой» (Австрия, 2015)
- Золотая медаль «Лучший патриот, ученый и исследователь» (Европейский дом печати и публикаций, Азербайджан, 2015)[30]
- Лауреат национальной премии «Хумай» (2015)[31]
- Диплом I степени в номинации «Арт-книга» XIII Международного конкурса СНГ (2016)
- Президентский орден «Сияние» (Грузия, 2016)[32]
- Медаль ТЮРКСОЙ «За вклад в пропаганду тюркского искусства» (2018)[33]
- Орден «Слава» (21 ноября 2018 года) — за заслуги в развитии азербайджанского изобразительного искусства[34][35]
- Медаль Ассоциации культуры Азербайджана «Симург» (2019)[36][37]
- Золотая медаль Российской академии художеств (2019)[38][39]
- «Орден Искусств и литературы» (L'Ordre des Arts et des Lettres) (Франция, 2019)[40]
- «Международная премия Ататюрка» (Международная академия наук исследований тюркского мира, за вклад в пропаганду турецкой культуры (Турция, 2019)
- «Международная Золотая звезда» (Международная академия наук исследований тюркского мира, за вклад  в  пропаганду турецкой культуры, Турция, 2019)
- «Илхамлы Азербайджан», нагрудный знак за заслуги в области искусства (общественная организация «Кавказ-Медиа», 2020)
- Международная награда «Медаль Леонарда Эйлера» за вклад в мировую науку и культуру (Европейская академия естественных наук, Ганновер, Германия, 2021)
- Серебряная медаль Академии художеств Узбекистана (Узбекистан, 2022)
- Медаль имени Низами Гянджеви Министерства культуры Азербайджана (2022)
- Орден «Честь» (18 ноября 2023 года) — за большие заслуги в развитии и пропаганде азербайджанского изобразительного искусства[41][42]
- Золотая медаль Европейского издательского дома[43]